# Hans Verheijden
Johannes Gerardus Frederikus (Hans) Verheijden (Montfoort, 18 januari 1913 – 28 maart 1988) was een Nederlands politicus van de KVP.
Hij werd geboren als zoon van Frederik Gerardus Maria Nicolaas Verheijden (1874-1946; arts) en Elisabeth Maria ten Bos (ca. 1875-1958). Hij was commies 1e klas bij de gemeentesecretarie van Montfoort voor hij in april 1959 benoemd werd tot burgemeester van Heino. Vanwege gezondheidsproblemen van Verheijden werd in juni 1973 Willem Enklaar, destijds burgemeester van Holten, waarnemend burgemeester van Heino. In mei 1974 werd Verheijden ontslag verleend en in 1988 overleed hij op 75-jarige leeftijd.